# Hans Krings
Hans Krings (* 13. Oktober 1942 in St. Vith, Belgien) ist ein deutscher Politiker der SPD.

## Ausbildung und Beruf
Nach dem Ablegen des Abiturs 1963 und Beendigung seines Wehrdienstes als Offizier bei der Bundeswehr 1967, studierte Hans Krings von 1967 bis 1974 an der Universität des Saarlandes, Saarbrücken, Volkswirtschaftslehre. Dieses Studium schloss er 1974 als Diplom-Volkswirt ab. Das Referendariat für den allgemeinen höheren Verwaltungsdienst in der Landesverwaltung NRW durchlief er von 1974 bis 1977. Die Staatsprüfung für den höheren allgemeinen Verwaltungsdienst legte er 1977 ab. Von 1977 bis 1989 war er Dezernent und Hauptdezernent in verschiedenen Dezernaten bei der Bezirksregierung Köln. Als Ständiger Vertreter des Polizeipräsidenten Aachen fungierte Krings von 1989 bis 1990. 1990 wurde er bei der Bezirksregierung Düsseldorf Abteilungsleiter, der er bis 1995 blieb.
2003 bis 2005 war er Staatssekretär beim Innenminister des Landes Nordrhein-Westfalen.

## Politik
Hans Krings ist seit 1969 Mitglied der SPD. Von 1980 bis 2000 war er Vorsitzender des Stadtverbandes Kerpen der SPD. Stellvertretender Vorsitzender des Unterbezirks Erftkreis der SPD war er von 1983 bis 2001. Seit 2001 ist er Vorsitzender des Unterbezirkes Erftkreis der SPD. Vorsitzender des Ortsvereins Kerpen-Horrem der SPD war Krings von 1977 bis 1982. Diese Funktion hatte er erneut von 1999 bis 2001 inne. Mitglied des Rates der Stadt Kerpen war er von 1989 bis 1999. Krings ist seit 1976 Mitglied der Gewerkschaft ÖTV.
Hans Krings war direkt gewähltes Mitglied des  12. und 13. Landtags von Nordrhein-Westfalen von 1995 bis zum 30. April 2003.